# Шеєнська Вікіпедія
Шеєнська Вікіпедія (шеєнс. Vekepete'a) — розділ Вікіпедії шеєнською мовою. Створена у 2004 році. Шеєнська Вікіпедія станом на 27 березня 2025 року містить 722 статті, 12 817 зареєстрованих користувачів, 21 активного дописувача, 1 адміністратора
. Загальна кількість сторінок в шеєнській Вікіпедії — 2277, редагувань — 25 233, мультимедійні файли відсутні
. Глибина (рівень розвитку мовного розділу) шеєнської Вікіпедії середня і становить 51.4 пунктів
. 

## Історія
- Серпень 2012 — створена 500-та стаття[3].

## Статистика
Відвідуваність головної сторінки шеєнської Вікіпедії за останні три місяці: